# Тена (Marvel Comics)
Тена (англ. Thena, англ. вимова: [ˈθɪnɑ]; народжена Азура) — вигаданий персонаж коміксів американського видавництва Marvel Comics. Вона є членкинею Вічних, раси надлюдей у Всесвіті Marvel. Вперше вона з'явилася в серії коміксів 1976—1978 років «Вічні». Вона також була учасницею Heroes for Hire.
Анджеліна Джолі зіграла Тену у фільмі Кіновсесвіту Marvel 2021 року «Вічні».

## Історія публікації
Тена вперше з'явилася у The Eternals #5 (листопад 1976).
Безперервність коміксів Marvel пізніше була оновлена, так що героїня, представлена як мітологічна богиня Мінерва, представлена у Red Raven Comics № 1 (серпень 1940), насправді була Теною. 
Персонаж з'явилась в поточній серії The Eternals Vol.1, написаній Джеком Кірбі, а пізніше в сюжетній лінії Тора, яка йшла від Thor № 291—301.
У 1985 році вона стала однією з головних героїнь 2-го випуску «Вічних», написаного Пітером Б. Ґіллісом та олівцем Селом Бушемою, а також у однокадровому коміксі «Вічні: Фактор Ірода № 1» у 1991 році.

## Біографія вигаданого персонажа

### Початки
Тена народилася в місті Олімпія в Стародавній Греції, і, таким чином, є однією з Вічних Олімпії. Спочатку її звали Азура, але її батько Зурас змінив її ім'я за королівським указом, щоб вона нагадувала дочку Зевса Атену (римське ім'я Мінерва), щоб скріпити договір між олімпійськими богами та Вічними, у якому Вічні будуть виступати як представники богів на Землі, а Тена була особистим представником Атени. Через це її часто приймали за Атену та Мінерву. Місто Атени, очевидно, було побудовано для неї, а не для богині, хоча пізніше Тена дозволила завоювати його спартанцям у 404 р. до н. е.
Зростаючи, Тена стала вченою і воїнесою. Вона зустріла Кро у Бабилоні 2500 років тому. Він мав шанс її вбити, але не зробив; йшли роки, вони зближувалися. Тена і Кро займалися любов'ю під час війни у В'єтнамі, в результаті чого Тена завагітніла близнюками. Вона помістила їх у пані Ріттер, безплідну жінку, яка виховувала їх як своїх власних дітей-близнюків, Дональда та Дебори.

### Сучасна епоха
Останнім часом людському світу відкрилися вічні й девіанти. Коли полководець Кро очолив свої армії в нападі на Нью-Йорк, Тена виступила проти нього, щоб допомогти врятувати Серсі. Тена возз'єдналася з Кро і публічно оголосила себе Вічною. Після того, як Кро уклав перемир'я, він привіз її в девіантське місто Лемурія, щоб спробувати відновити свої стосунки з нею. Однак Тена була в жаху від звичаїв девіантів, включаючи масове вбивство небажаних. Тена зустрічається з братом Тоде, лідером девіантів, і дивилась гладіаторський матч між чемпіонами девіантів. Вона спостерігала, як Рансак Відкинутий, генетично стабільний девіант, бореться з жахливо мутованим, але вихованим Каркасом. Потім вона брала участь в Uni-Mind разом з іншими Вічними, щоб вирішити, що робити з Кризою Целестіалів. З Каркасом і Відкинутим вона боролася з Заккою і Тутінаксом. Вона зустріла Тора і стала його союзницею, а потім воювала з Атеною з Олімпу під час битви між олімпійськими богами та Вічними.
Вона та решта Вічних були захоплені аристократією Девіантів, але були врятовані Залізною Людиною (Джеймс Роудс). Дух її батька зв'язався з Теною і запропонував Вічним полетіти в космос. Потім вона знову сформувала Uni-Mind, щоб вирішити справу, і боролася з Виром разом з Месниками; вона була обрана Уні-Розумом, щоб залишитися на Землі. Після смерти Зураса та подальшого відходу більшости Вічних, Тена стала Верховною Вічною (лідером Вічних Землі), але вона була травмована смертю свого батька і була під тонким впливом Мозкової шахти, яку Кро поставила на неї. Тена розлютилася, коли небагато вічних допомагали їй у церемонії коронації. У новому конфлікті з девіантами Тена знову зустріла Кро і допомогла йому втекти з-під контролю верховного жреця Гаура. Вона зірвала зусилля інших Вічних проти Кро і пішла проти Ікаріса, щоб допомогти врятувати життя Кро, пізніше відмовилася від свого титулу, і після церемонії була вигнана Ікарісом. Її разом із Кро схопив Гаур і звільнив із шахти мозку Кро; коли вона дізналася про Мозкову шахту, вона була розлючена на Кро. Вона боролася з Гауром разом з Вічними, Тором і Месниками Західного узбережжя.
Через деякий час збожеволілий доктор Деміан перетворив Ейджека на монстра за допомогою небесних технологій, відправивши їх убити дітей-близнюків Тени і Кро, Дональда і Дебору Ріттер . По дорозі жахливий Ейджек вбив безліч близнюків. Після того, як Вічні повернули Ейджека до його справжнього вигляду, раптово вражений горем від вчинків, вчинених як монстр, Ейджек покінчив життя самогубством, додатково розпавши самого доктора Даміана. Тена возз'єдналася зі своїми дітьми і Кро, утворивши сім'ю. Потім Тена відправила Ґільґамеша на допомогу Месникам, а пізніше допомогла групі супергероїв у боротьбі проти Проктора та його Збирачів. Кро і Тена шукали своїх дітей, коли їх схопив лиходій Вир. Коли божевільний священик Гаур спробував сформувати Анти-Розум, він захопив близнюків і Тену. Кро очолив свою девіантну фракцію, щоб врятувати своїх дітей і кохану, за допомогою Heroes for Hire . Однак він був перевершений силою Гаура і продовжував боротьбу, оскільки його родина втекла. Пізніше Тені та решті Вічних довелося битися з Апокаліпсисом і видавали себе за групу супергероїв.

### Втрата пам'яті та наслідки
У назві Вічного 2006 Тена почача як нормальна жінка вийшла заміж за Томас Еліот з сином Джо, і дослідником в Старк Індастріз. Тена допомагала на вечірці у Ворожейці, організованій Серсі. У партії на амнезійних вічних напали найманці іншої фракції уряду Ворожейки, убивши її чоловіка. Возз'єднання чотирьох вічних спричинило відновлення їхніх сил. Завдяки їхнім поверненим силам Тена звільняється від найманців, які її захопили. Після цього їй почали снитися жахливі кошмари, в яких вона справді була безсмертною, і з легкістю відбивалася від різнокольорових девіантів. Коли вона прокинулася від одного з цих снів, то виявила, що повернула свій костюм і сили. Вічні, тепер згадуючи своє минуле, прибули до Сан-Франциско, щоб розправитися з Сновидінням. Вони зрозуміли, що не можуть зупинити Целестіала (вони запрограмовані на його захист) і залишити його в спокої. Потім Вічні приступають до пошуків, щоб завербувати інших учасників, які так само забули про себе через хитрість Спрайта. Тена залишилася однією з Вічних, тримаючи свою (людську) дитину з собою в їхньому домі після гострої суперечки з Ікаріс.
Тена продовжувала піклуватися про Джо і почала сперечатися з Ікарісом за метод пробудження Вічних. Вона не впізнала, що її син був господарем ординського розвідника.

### Смерть
Пізніше, коли Останні Воїни Целестіалів прибули на Землю, Тена разом з усіма Вічними вбили себе, усвідомивши справжню мету, для якої вони були створені.

## Сили та здібності
Тена є представником раси надлюдей, відомих як Вічні. Вона має надлюдську силу, швидкість, витривалість, спритність і рефлекси. Тена також володіє здатністю маніпулювати космічною енергією, щоб збільшити свою життєву силу, надаючи їй віртуальну невразливість і безсмертя, здатність проектувати космічну енергію з очей або рук у вигляді тепла, світла або ударної сили і, можливо, інших сил. Тена має повний розумовий контроль над своєю фізичною формою, надаючи віртуальну невразливість і безсмертя. Вона також має здатність левітувати і, таким чином, літати з надлюдською швидкістю, псіонічну здатність перебудовувати молекулярну структуру об'єктів, здатність створювати ілюзії, щоб замаскувати свою зовнішність та зовнішність інших від сприйняття нормальних людей, здатність до телепортувати себе та інших разом з нею, а також здатність ініціювати формування Уні-Розуму.
Тена має талановитий інтелект і протягом свого життя навчалася у найбільших вчених Вічних і людських. Вона має високу освіту в багатьох галузях Вічного і людського знання. Тена також володіє грізним рукопашним боєм, має обширну підготовку беззбройного бою та використовує багато стародавньої та вічної високотехнологічної зброї.
Тена носить бронежилет невідомого складу. Вона носить лук, який пускає стріли, які вивільняють «холодну енергію», і вона несе енергетичний спис, який оточує жертв кільцем інтенсивного тепла та світла або бомбардує їх антигравітонами.

## Інші версії

### MC2
У випуску «Месники-Next» № 2 з'ясовується, що у Тора була дочка в альтернативній часовій шкалі, яку також звуть Тена, і вона володіє силами бога шторму свого батька. 

## В інших медіа

### Фільм
- Тена дебютувала у фільмі Вічні, зображувана Анджеліною Джолі.[25]

### Телебачення
- Тена з'являється в Marvel Knights: Eternals, озвучена Лізою Енн Белі.[26]